# والی پچ
والی پچ (انگلیسی: Wally Patch؛ ‏ ۲۶ سپتامبر ۱۸۸۸ – ۲۷ اکتبر ۱۹۷۰) بازیگر و کمدین اهل پادشاهی متحد بریتانیای کبیر و ایرلند بود.
از فیلم‌ها یا برنامه‌های تلویزیونی که وی در آن نقش داشته‌است، می‌توان به دکتربعدازاین، خیانت ملی، بازی بزرگ، دوز و کلک، سایه‌ها، همراهان خوب، دن کیشوت، دردسر، زندگی خصوصی هنری هشتم، جمعه سیزدهم، سورل و پسر، چه بلایی بر سر هارکنس آمد؟، مغازه عتیقه‌فروشی، تعطیلات رسمی، پیگمالیون، جینی، جایی که خدمت می‌کنیم، زندگی و مرگ کلنل بلیمپ، مسئله زندگی و مرگ، صخره برایتون، قرار ملاقات با یک رؤیا، خوکچه هندی، پیشروی سرباز، من خوبم جک و میلیونر اشاره کرد.